# Microrregión de Canindé
La microrregión de Canindé es una de las microrregiones del estado brasileño del Ceará perteneciente a la mesorregión Norte Cearense. Su población fue estimada en 2005 por el IBGE en 121.441 habitantes y está dividida en cuatro municipios. Posee un área total de 5.330,791 km².

## Municipios
- Canindé
- Caridad
- Itatira
- Paramoti

- Datos: Q1993094